# La Paz Centro
La Paz Centro è un comune del Nicaragua facente parte del dipartimento di León.
Nel suo territorio comunale, presso l'abitato di Puerto Momotombo, si trovano le rovine di León Viejo, sito archeologico iscritto nel 2000 nella lista dei patrimoni dell'umanità dall'UNESCO.